# Jan Dąbrowski (historyk)
Jan Konstanty Dąbrowski (ur. 21 grudnia 1890 w Krośnie, zm. 17 lipca 1965 w Krakowie) – polski historyk, profesor Uniwersytetu Wileńskiego i Jagiellońskiego, członek PAN.

## Życiorys
Był synem Konstantego (właściciela niedużej posiadłości rolnej, tartaku i garbarni) i Emilii z Krupińskich. Uczęszczał do szkoły powszechnej w Krośnie, następnie gimnazjum im. Sobieskiego w Krakowie; w latach 1908–1912 studiował historię i historię prawa na UJ (m.in. pod kierunkiem Franciszka Bujaka i Stanisława Krzyżanowskiego), uzupełniał wykształcenie w późniejszych latach na uniwersytetach w Budapeszcie, Wiedniu i Paryżu (1917–1918). W czasie nauki działał w organizacji niepodległościowej „Zarzewie” (1908–1910) oraz w organizacji „Armia Polska” i Drużynach Strzeleckich (1910-1914). Był więziony w Piotrkowie Trybunalskim i Butyrkach. W 1912 obronił na UJ pracę doktorską Elżbieta Łokietkówna, pracował jako nauczyciel historii w gimnazjach im. Sobieskiego i św. Jacka w Krakowie. Prowadził badania naukowe na Węgrzech, reprezentując tam jednocześnie Naczelny Komitet Narodowy; działał na rzecz niepodległości Polski oraz zwolnienia internowanych na Węgrzech żołnierzy Legionów Polskich. Lata 1917–1918 spędził na pracy naukowej w Wiedniu i Paryżu.
Był stałym współpracownikiem, a później członkiem redakcji "Czasu", na łamach którego publikował artykuły dotyczące historii i polityki zagranicznej. Po połączeniu gazety z warszawskim "Dniem Polskim" i przeniesieniu redakcji do stolicy, Dąbrowski stał na czele jej krakowskiego oddziału. W latach 20. był na Uniwersytecie kuratorem Niezależnego Związku Akademickiej Młodzieży Socjalistycznej „Życie”. Przed wyborami do Rady Miasta Krakowa z 1938 został członkiem komitetu Polskiego Bloku Katolickiego.

## Praca naukowa
W 1919 habilitował się na podstawie Ostatnie lata Ludwika Wielkiego. Został profesorem nadzwyczajnym Uniwersytetu Wileńskiego i kierownikiem Katedry Historii Polski i Litwy. Rok później przeniósł się na UJ, gdzie został profesorem w Katedrze Historii Średniowiecznej, w 1924 kierownikiem tej katedry i profesorem zwyczajnym. Został aresztowany przez Niemców w trakcie Sonderaktion Krakau, był więziony w Krakowie i Wrocławiu, ale uzyskał zwolnienie po interwencji władz węgierskich; brał udział w tajnym nauczaniu. Po wojnie był dziekanem Wydziału Humanistycznego (1945-1947) i prorektorem (1948–1952). W 1952 został kierownikiem Katedry Historii Powszechnej Średniowiecznej, był również od 1954 dyrektorem Biblioteki PAN w Krakowie. W 1961 przeszedł na emeryturę.
Był członkiem korespondentem (1925), następnie członkiem czynnym PAU (1936), a także członkiem Towarzystwa Naukowego Warszawskiego (1932). W 1952 powołano go na członka rzeczywistego PAN. W latach 1945–1952 pełnił funkcję sekretarza Wydziału II PAU, 1948–1952 sekretarza generalnego PAU; od 1952 zasiadał w Prezydium PAN. W PAU był ponadto sekretarzem Komisji Historycznej (1921-1945), przewodniczącym Komisji Historii Wojskowości w Polsce (1928-1952), członkiem i przewodniczącym (1948–1952) Rady Biblioteki oraz przewodniczącym Rady Muzeum Archeologicznego PAU (1949–1952), a w PAN sekretarzem Oddziału w Krakowie, członkiem Prezydium i przewodniczącym Komisji Nauk Historycznych tego oddziału. Zainicjował serie wydawnicze PAU: Z życia literatury, Prace Onomastyczne, Historia nauki polskiej w monografiach, był organizatorem jubileuszu 75-lecia PAU (1948). Brał również udział w pracach innych akademii i towarzystw naukowych (polskich i węgierskich), m.in. Towarzystwa Literackiego im. Petöfiego w Budapeszcie (od 1924), Węgierskiej Akademii Umiejętności (1924), Węgierskiego Towarzystwa Historycznego (1929 członek honorowy), Towarzystwa Miłośników Historii i Zabytków Krakowa (1945-1964 prezes, potem prezes honorowy), Polskiego Towarzystwa Historycznego (1947-1950 prezes), Towarzystwa Polsko-Węgierskiego w Krakowie (prezes).
Po 1945 r. współpracował z władzami komunistycznymi oraz z ministrem oświaty w osobie Stanisława Skrzeszewskiego. Negatywnie jego rolę w tym okresie ocenił historyk nauki, prof. Piotr Hübner, który dowiódł, że w sprawie likwidacji Polskiej Akademii Umiejętności Dąbrowski nie bronił Akademii wobec władz, zamiast tego zabezpieczył dla siebie stanowisko kuratora Biblioteki PAN w Krakowie. Miał też uczestniczyć w nagonce na prof. Władysława Konopczyńskiego, która zmusiła znanego z antykomunistycznego nastawienia naukowca do odejścia z UJ, PAU i redakcji PSB. Dąbrowski sprzeciwił się również koncepcji reaktywacji PAU na fali "odwilży" politycznej po 1956 r., której przewodzili Adam Vetulani i Adam Krzyżanowski. Zamiast tego proponował utworzenie Oddziału PAN w Krakowie. W następstwie jego postawy Walne Zgromadzenie członków PAU w 1957 r. odwołało go z funkcji sekretarza generalnego, powołując na jego miejsce Vetulaniego. Pomimo to, Dąbrowski do końca życia pobierał pensję z tytułu sprawowania funkcji sekretarza generalnego PAU, którą wypłacała mu Polska Akademia Nauk.
Znany był na UJ ze wspierania studentów pochodzenia chłopskiego. UJ oraz uniwersytet w Budapeszcie uhonorowały go doktoratami honoris causa. Na 70-lecie urodzin historycy polscy i węgierscy dedykowali mu tom rozpraw Mediaevalia (1960); został odznaczony m.in. Krzyżem Komandorskim i Krzyżem Komandorskim z Gwiazdą Orderu Odrodzenia Polski, Węgierskim Krzyżem Komandorskim Zasługi z Gwiazdą, Krzyżem Komandorskim Orderu Orderu Korony Włoch. Organizował sesje naukowe poświęcone stosunkom Krakowa z Pomorzem (1952) oraz „Krakowskie Odrodzenie” (1954). Był zaprzyjaźniony z wieloma historykami polskimi, co nie przeszkadzało mu w prowadzeniu z nimi ostrych polemik naukowych (np. z Oskarem Haleckim na temat roli i życia Władysława Warneńczyka).
W pracy naukowej zajmował się dziejami średniowiecznej Polski i Węgier oraz stosunków polsko-węgierskich i polsko-włoskich. Badał m.in. związki Krakowa z miastami węgierskimi w średniowieczu. Wiele uwagi poświęcił rządów dynastii Andegawenów w Polsce.
Pochowany na Cmentarzu Salwatorskim w Krakowie.

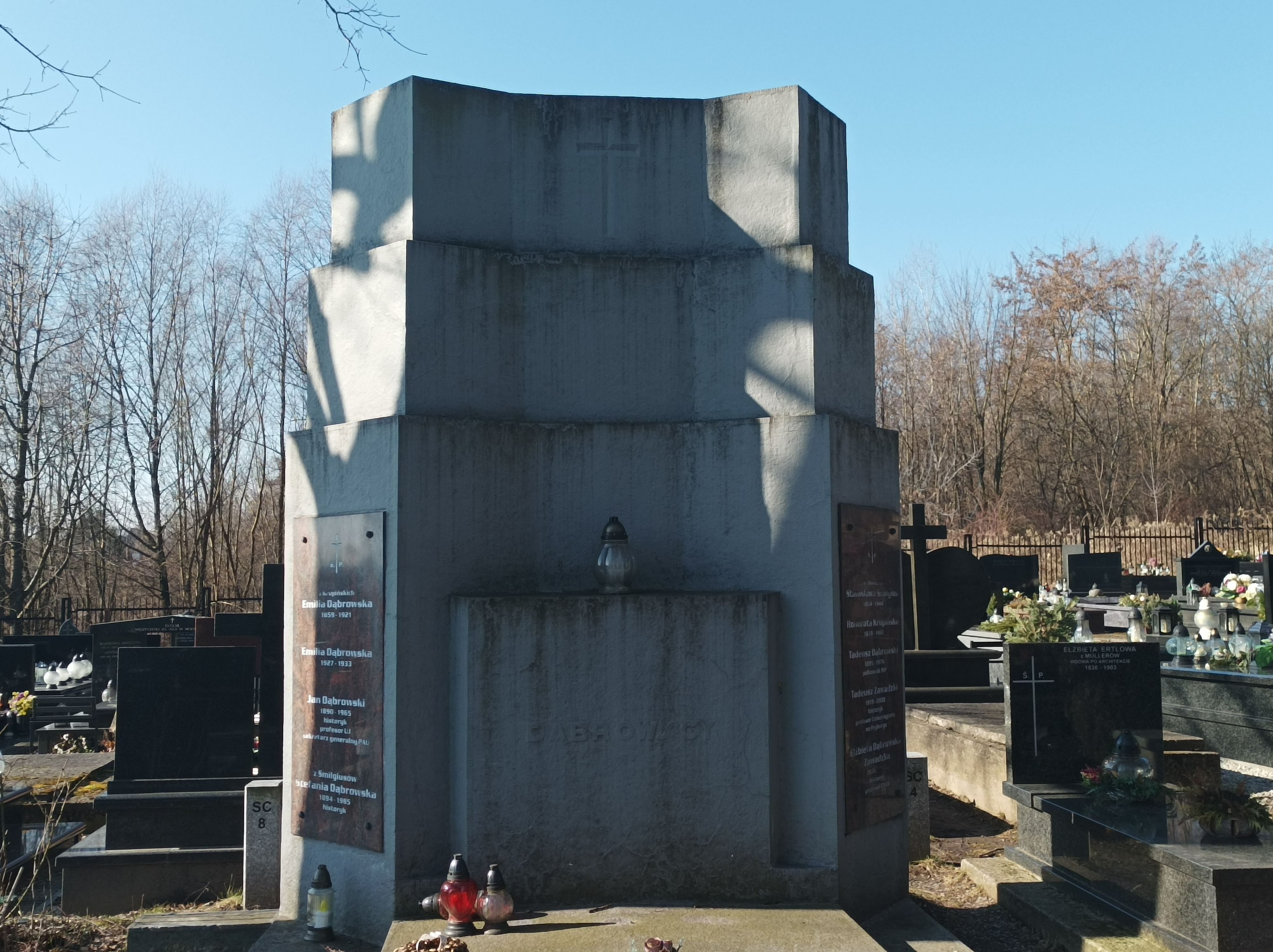
Grób profesora Jana Konstantego Dąbrowskiego na Cmentarzu Salwatorskim

## Publikacje
Opublikował materiały dotyczące historii Polski znalezione w archiwach budapeszteńskich. Zainicjował prace nad wydaniem krytycznym Historia Polonica Długosza, badał m.in. opis bitwy pod Grunwaldem Długosza. Współpracował z „Czasem”, był członkiem Komitetu Redakcyjnego Polskiego Słownika Biograficznego oraz redaktorem „Rocznika Biblioteki PAN w Krakowie”.
Ogłosił ponad 600 prac naukowych,m.in.:
- Kraków a Węgry w wiekach średnich (1911)
- Pochodzenie rodu Amadejów (1912)
- Średniowieczne kroniki węgierskie w świetle ostatnich badań (1914)
- Nowa historjografia węgierska (1915)
- Znaczenie literatury historycznej węgierskiej dla historji polskiej (1920)
- Bitwa Grunwaldzka: (z historii Polski) (1920)
- Władysław Łokietek (1921)
- Polityka andegaweńska Kazimierza Wielkiego (1922)
- Władysław I Jagiellończyk na Węgrzech, 1440-1444 (1922)
- Organizacja naczelnych władz wojskowych a ustrój Rzeczypospolitej (1924)
- Węgry (1924)
- Dzieje Polski średniowiecznej (1926, z Romanem Grodeckim i Stanisławem Zachorowskim)
- Dzieje polityczne Śląska w latach 1290-1402 (1932, w: Historia Śląska)
- Portret Kazimierza Wielkiego (1933)
- Dzieje Europy od X do schyłku XIV wieku (1937)
- Wielka Wojna 1914–1918 (1937, w: Wielka historia powszechna)
- Kraków pod rządami worga (1946, redaktor)
- Korona Królestwa Polskiego w XIV wieku (1956)
- Kraków. Studia nad rozwojem miasta (1957, redaktor)
- Studia nad początkami państwa polskiego (1958)